# Gregg Allman
Pour les articles homonymes, voir Allman.
 (juin 2017).
Si vous disposez d'ouvrages ou d'articles de référence ou si vous connaissez des sites web de qualité traitant du thème abordé ici, merci de compléter l'article en donnant les références utiles à sa vérifiabilité et en les liant à la section « Notes et références ».
Gregory LeNoir Allman, dit Gregg, né le 8 décembre 1947 à Nashville et mort le 27 mai 2017 à Richmond Hill, est un chanteur, guitariste, organiste, pianiste et compositeur américain de rock et de blues ; il est un des membres fondateurs du groupe The Allman Brothers Band en 1969. Il a aussi été acteur, ayant joué dans les films Rush Week en 1989 et Rush en 1991. Son frère Duane Allman a été un guitariste de blues et de rock qui a entre autres accompagné Eric Clapton à l'époque de Derek & the Dominos.

## Biographie
Élevé à Daytona Beach en Floride par sa mère, il fréquente le Seabreeze High School avec son frère ainé Duane Allman. Gregg s'intéresse très tôt à la guitare, mais son frère Duane est plus doué que lui et deviendra le guitariste soliste du groupe, Gregg en devenant le chanteur et l'organiste, jouant sur orgue Hammond. Little Milton était l'un de ses chanteurs préférés. Dans les années 1960, les frères Allman jouent dans plusieurs groupes The Escorts et Allman Joy. Vers la fin de la décennie, les Allman Joys s’installent à Los Angeles en Californie et signent un contrat avec Liberty Records. Ils prennent le nom de The Hour Glass. Très encadré par la maison de disques, ils enregistrent deux albums de blues psychédélique Hour Glass (1967) et Power of Love (1968). Les musiciens du groupe seront très mécontents du résultat, en particulier Duane. The Hour Glass se sépare après ce deuxième et dernier album. Duane Allman devient guitariste de studio. Il crée un groupe avec Dickey Betts à la guitare, Berry Oakley à la basse, Butch Trucks et Jai Johanny "Jaimoe" Johanson à la batterie.
Gregg Allman reste quelque temps chez Liberty Records qui mise sur ses capacités à entreprendre une carrière solo. Devant les déconvenues avec sa maison de disques, Gregg rejoint Duane et son groupe, en mars 1969, pour en devenir le chanteur. Au milieu des années 1970, Gregg Allman entame en parallèle une carrière solo. Son premier album, Laid Back, sorti en 1973, reçoit un accueil favorable. Il contient des réinterprétations de chansons de l'Allman Brothers Band telle que Midnight Rider, des chansons originales comme Queen of Hearts et des reprises dont un certain nombre de gospels dont Will the Circle Be Unbroken? et la chanson de Jackson Browne These Days. La carrière solo de  Gregg Allman  a continué par intermittence pendant les périodes d'inactivités de l'Allman Brothers Band. Cette carrière solo s'est faite au sein du groupe Gregg Allman Band, puis de Gregg Allman & Friends
Dans son travail solo, Gregg Allman  évite les solos prolongés de guitare et chante dans le style de ses chanteurs de soul préférés. Les musiciens qui l'accompagnent incluent souvent une section de cuivres. Il interprète  un mélange de morceaux originaux, de chansons retouchées par les frères Allman et des reprises de blues, du R&B, et soul. Le succès de Gregg Allman en solo vient en 1987, avec l'album I'm No Angel.
Gregg Allman  a également fait des apparitions sur des albums et des vidéos de concert pour un grand nombre d'artistes. On peut ainsi le voir sur le DVD  des  vingt-cinq ans de carrière du groupe The Radiators avec lequel il  joue Midnight Rider.

Atteint d'une hépatite C depuis plusieurs années, Gregg Allman subit avec succès une greffe de foie en juin 2010 à Jacksonville. Mais l'hépatite ayant évolué en cancer du foie, il meurt, en mai 2017 à Richmond Hill en Géorgie, après avoir annulé plusieurs concerts.
Il est mort à l'âge de 69 ans.

## Vie privée
Allman a été marié sept fois :
- Il a épousé Shelley Kay Jefts en 1971; ils ont divorcé l'année suivante. Ils ont eu un fils, Devon.
- Il a épousé Janice Blair en 1973; ils ont divorcé en 1974. Elle est représentée sur la pochette de Laid Back.
- Sa relation la plus connue est celle qu'il a eue avec la chanteuse et actrice américaine Cher, qu'il a épousée en 1975. Ils ont eu un fils, Elijah Blue, et ont divorcé en 1978.
- Il a épousé Julie Bindas en 1979; ils ont eu une fille, Delilah Island, et ont divorcé en 1981.
- Il a épousé Danielle Galliano en 1989; ils ont divorcé en 1994.
- Son mariage le plus long a été avec Stacey Fountain, de 2001 à 2008 - "sept ans hors de vue", a-t-il fait remarquer.
- En 2012, il a annoncé ses fiançailles avec Shannon Williams, qui était de 40 ans sa cadette. Ils se sont mariés discrètement en février 2017.
- Dans My Cross to Bear, il écrit que "Chaque femme avec qui j'ai eu une relation m'a aimé pour qui ils pensaient que j'étais". Au moment de sa rédaction, il a noté qu'il n'avait parlé qu'à deux de ses six ex-femmes d'alors, dont Cher.

Allman a eu cinq enfants, trois avec différentes épouses et deux avec d'autres femmes avec lesquelles il avait des relations:
- D'abord son fils Michael Allman est né le 3 juillet 1966. Il a grandi à Daytona Beach, en Floride. De sa relation avec la danseuse nue Mary Lynn Sutton.
- Ensuite, son fils Devon Allman (né en 1972), chanteur principal de Honeytribe et The Allman Betts Band, issu de son mariage avec Shelley Kay Jefts ;
- Puis, son fils Elijah Blue Allman (né en 1976), chanteur de Deadsy, issu de son mariage avec Cher ;

sa fille Delilah Island Allman (née en 1980) issue de son mariage avec Julie Bindas; et sa fille Layla Brooklyn Allman (née en 1993), chanteuse soliste du groupe Picture Me Broken, issue d'une relation avec la journaliste radio Shelby Blackburn.
- Allman était opposé à la religion organisée pendant de nombreuses années, mais a affirmé qu'il avait toujours cru en un Dieu. À la suite de ses ennuis de santé dans les dernières étapes de sa vie, il est revenu à sa propre forme de christianisme et a commencé à porter une croix au cou. Dans ses mémoires, il déclare : « Tant que tu as de la spiritualité, tu n'es jamais seul. C'est un peu comme ma mère qui disait il y a toutes ces années : maintenant j'ai mon propre genre de foi, tout comme les autres. ils manquent de foi, et ils laissent le reste tranquille, et je fais de même. C'est ainsi qu'il doit en être. Il a crédité sa sixième épouse, Stacey Fountain, de l'avoir aidé à augmenter sa foi.

## Discographie

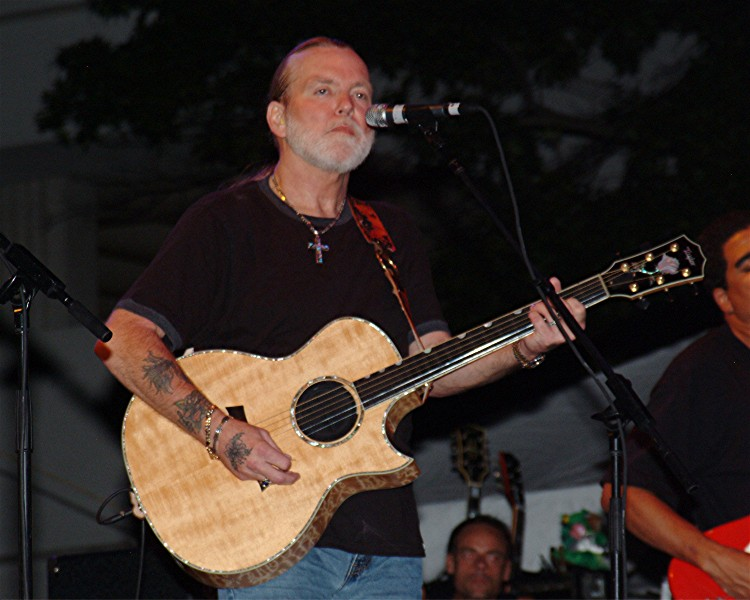
Gregg Allman en 2006

### The Hour Glass
- 1967 : Hour Glass
- 1968 : Power of Love

### Albums studio
- 1973 : Laid Back
- 1977 : Playin' Up A Storm
- 1987 : I'm No Angel (classé no 30 du Billboard 200 le 9 mai 1987, et certifié disque d'or par la RIAA)
- 1988 : Just Before The Bullets Fly
- 1997 : Searching For Simplicity
- 2011 : Low Country Blues
- 2017 : Southern blood

### Gregg Allman & Cher
- 1977 : Two The Hard Way - Allman & Woman (en duo avec Cher)

### Albums live
- 1974 : The Gregg Allman Tour
- 2015 : Gregg Allman Live: Back to Macon, GA

### Compilations
- 1997 One More Try: An Anthology (double CD composé en majorité de titres inédits et de prises alternatives)
- 2002 20th Century Masters: The Millennium Collection
- 2002 No Stranger to the Dark: The Best of Gregg Allman (avec 3 titres inédits)
- 2009 One More Silver Dollar: The Solo Years 1973-1997 (compilation australienne)

## Filmographie
- Rush Week (1989)
- Rush (1991)